# Georgina Viorica Rogoz
Georgina Viorica Rogoz  (născută Viorica Huber; n. 5 aprilie 1927, Timișoara, România – d. 20 ianuarie 2020) a fost o scriitoare română de literatură științifico-fantastică și de literatură pentru copii. A fost căsătorită cu scriitorul român Adrian Rogoz (d. 1996). În 1985 a emigrat în Germania,  la Bad Nauheim (Hessen), unde s-a stabilit definitiv din 1990 (după ce a venit în Germania și soțul ei Adrian Rogoz).

## Biografie
A studiat la Facultatea de Litere si Filosofie din București pe care a absolvit-o în 1950, unde a debutat cu volumul de povestiri Schițe (1943). Apoi a lucrat ca asistent și lector universitar în perioada 1950 - 1957 și metodistă la Casa Centrală a Creației Populare din capitală în perioada 1963 - 1966.
În 1960 a publicat volumul Basme țigănești care a fost interzis de regimul comunist. A fost republicat în 1977 și a primit Premiul Asociației Scriitorilor din București.
A publicat cărți SF ca Aventură în Gondwana (1964), Eu și bătrînul lup de stele (1966), Lur și fata din heliu (1967), Taina sfinxului de pe Marte: Legende din alte stele (1967), Anotimpul sirenelor (1975) sau Să nu afle Aladin (1981).
În 1970 a publicat romanul istoric Vlad, fiul Dracului (redenumit ulterior Drăculeștii) la Editura Militară.
Povestirea sa „Oceanul cu triluri” a apărut de mai multe ori, ca de exemplu în antologia editată de Ion Hobana, O falie în timp (1976), în Alfa: O antologie a literaturii de anticipație românești din 1983 sau în Anticipația CPSF 574. A fost tradusă în limba franceză de Vladimir Colin în Les meilleures histoires de science-fiction roumaine (1975) și în limba germană ca Der zirpende Ozean și inclusă în antologiile SF aus Rumänien din 1983 și Der redende Goldstaub din 1984.
Colecția sa de povestiri Anotimpul sirenelor și Să nu afle Aladin a fost premiată la Concursul European de Literatură pentru Copii din Padova în 1982 și a primit Premiul Asociației Scriitorilor din București.

## Lucrări scrise
- Schițe[12], București, 1943
- Vălurea[13], București, 1953
- Căluțul de foc[14], București, 1957
- Ulcicuța cu vrăji, București, 1957
- De ce nu mai are puricele potcoave de argint, București, 1958
- Ghil-Thagar, București, 1959
- Corabia de pe câmpie, București, 1961
- Petrolache Făt-Frumos, București, 1962
- Toc-Năpârstoc și Tița-Fetița, București, 1963
- Pe Argeș în sus. Secvențe istorice, București, 1964
- Moșneguțul de zăpadă, București, 1965
- Câte-n lună și în soare, București, 1966
- Eu și Bătrânul Lup de Stele, București, 1966
- Cine va păzi clopoțeii, București, 1967
- Taina Sfinxului de pe Marte[15], București, 1967
- La braț cu ultimul zmeu, București, 1970
- Vlad, fiul Dracului, București, 1970; ediția (Drăculeștii, București, 1977)
- Pe cai, pe cai, pe caii, București, 1972
- Giumbuș Măgăruș, București, 1974
- Anotimpul sirenelor, București, 1975
- Porumbița albă, București, 1978
- Y.R. 7245, București, 1979
- O poveste din cronici, București, 1980
- Hai să facem o poveste, București; 1981
- Să nu afle Aladin, București, 1981
- O întrecere ca-n basme, București, 1982
- Basme țigănești, București, 1997; republicare
- Măiastră lume, Norresundby (Danemarca), 1999
- Jurnal discontinuu[16], Editura Semne, 2009

Traduceri
- Anna și József Méliusz, Nae deșteptul[17], București, 1969
- Édouard René de Laboulaye, Basme, București, 1962.

## Legături externe
- Cărți Georgina Viorica Rogoz, targulcartii.ro